# Jandanwala
Jandanwala é uma cidade do Paquistão localizada na província de Punjab.